# Ricardo Vilana
Ricardo Vilana, de son nom complet Ricardo Gomes Vilana, né le 18 juillet 1981, est un footballeur brésilien. Il joue au poste de milieu défensif.

## Biographie
Ricardo Vilana commence le football au Brésil dans le club d'Associação Atlética Portuguesa Santista où il reste deux saisons avant de rejoindre le club suisse de seconde division du FC Malcantone Agno.
Après son passage en Suisse, il vît une traversée de 3 ans de chômage où Ricardo ne joue aucun match professionnel.
Le club roumain du FC Unirea Urziceni lui fait confiance et l'enrôle en janvier 2007, il devient Champion de Roumanie en 2009 avec son club et découvre même la Ligue des Champions.
Le 16 septembre 2009, il joue son premier match européen contre les espagnols du FC Séville (0-2), il joue cinq matchs dans la phase de groupe. Contre les écossais des Glasgow Rangers, il marque un but contre son camp mais n'empêche pas la victoire de son équipe (4-1).
Le 31 août 2010, à la fin du mercato estival il signe au FC Steaua Bucarest pour la somme de 250 000€.

## Palmarès
- FC Urziceni
  - Championnat de Roumanie
    - Champion : 2009.

## Carrière
| Saison    | Club               | Pays | Division | Championnat       | Coupes nationales | Coupe d'Europe         | Sélection Brésil |
| --------- | ------------------ | ---- | -------- | ----------------- | ----------------- | ---------------------- | ---------------- |
| 2006-2007 | FC Urziceni        |      | Liga I   | 12 matchs         | -                 | -                      | -                |
| 2007-2008 | FC Urziceni        |      | Liga I   | 25 matchs         | -                 | -                      | -                |
| 2008-2009 | FC Urziceni        |      | Liga I   | 20 matchs / 1 but | 1 match           | -                      | -                |
| 2009-2010 | FC Urziceni        |      | Liga I   | 17 matchs         | 2 matchs          | 5 + 2 matchs (C1 + C3) | -                |
| 2010-2011 | FC Steaua Bucarest |      | Liga I   | 4 matchs          | -                 | 2 matchs (C3)          | -                |

Dernière mise à jour le 28 octobre 2010